# Augustin Pajou

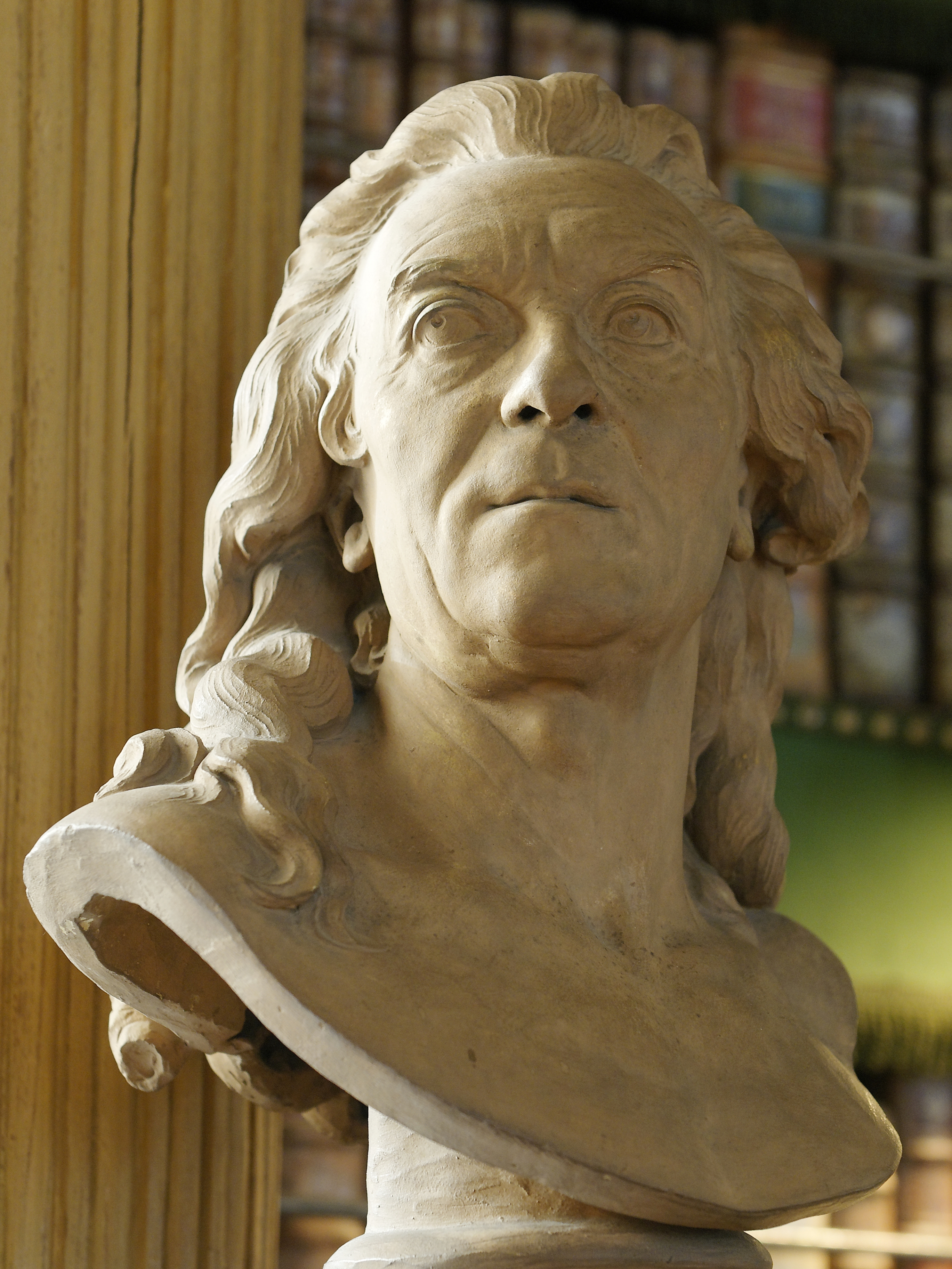
Byst av Buffon, utförd av Augustin Pajou.

Augustin Pajou, född den 19 september 1730, död den 8 maj 1809, var en fransk skulptör.

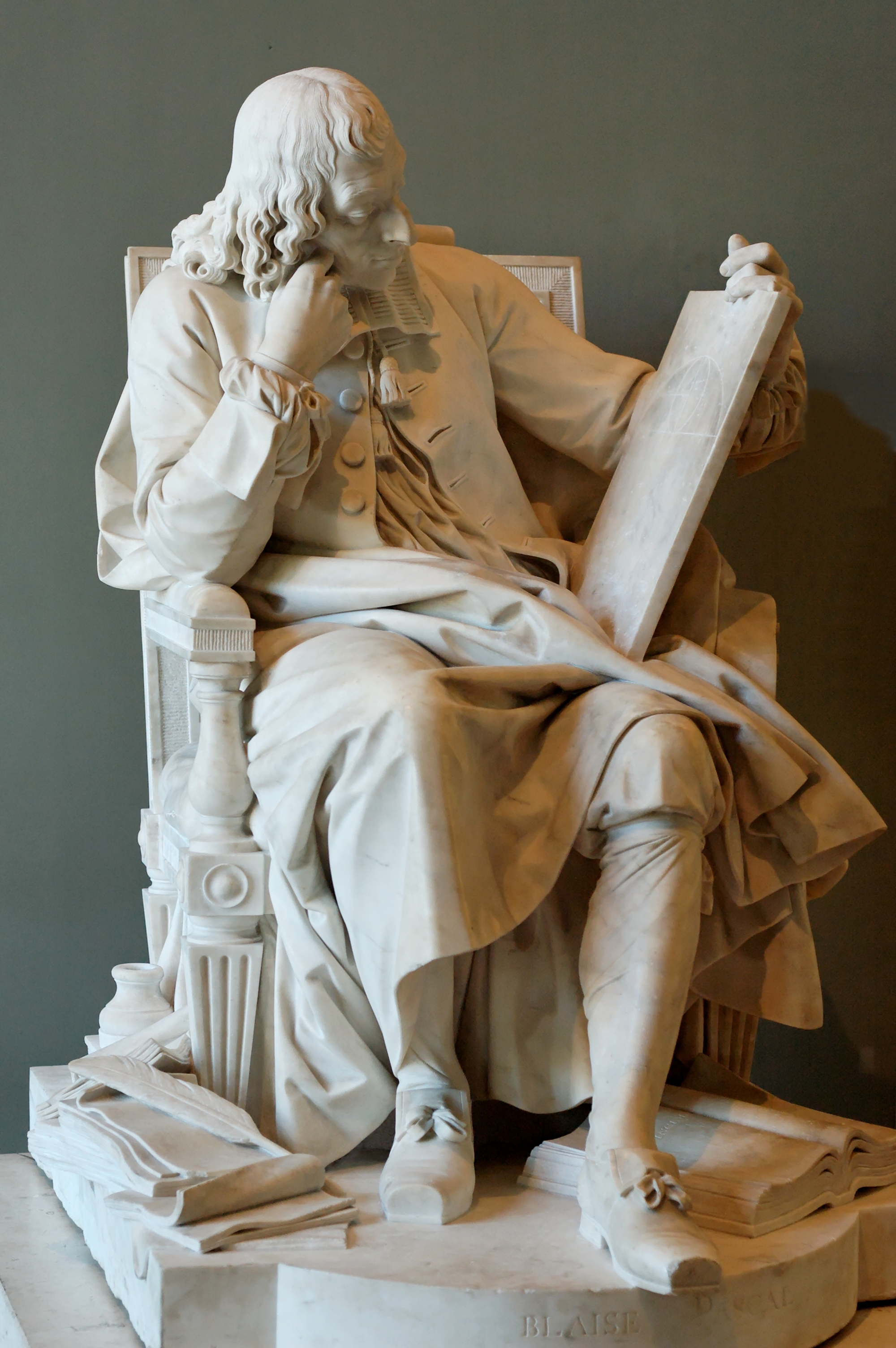
Staty av Pascal, utförd av Pajou.

Pajou studerade för Lemoyne och i Rom, blev professor vid akademien 1767 och medlem av Institutet 1803. Han betecknar övergångstiden mellan rokoko och klassicism, mellan franskt behag och romersk stränghet. Hans konst belyses väl av de verk, som finns i Louvren, den livfulla Backantinnan med ett barn och en liten satyr, Maria Leszczinska, framställd som barmhärtigheten (1769), Den övergivna Psyche (1785, marmor 1790), vidare porträttbyster av Madame Du Barry (1773), Buffon (samma år), Lemoyne (de båda sistnämnda tillhör Pajous bästa alster) och statyer, utförda på beställning av kungen, av Descartes och Pascal. Bossuets staty ägs av Institutet. Bland Pajous verk bör ej heller glömmas de najader han utförde i relief 1788 ff. för Fontaine des Innocents, mycket smidigt och smakfullt lämpade efter Jean Goujons renässansnymfer.